# Kalkoven Kasteel Haren

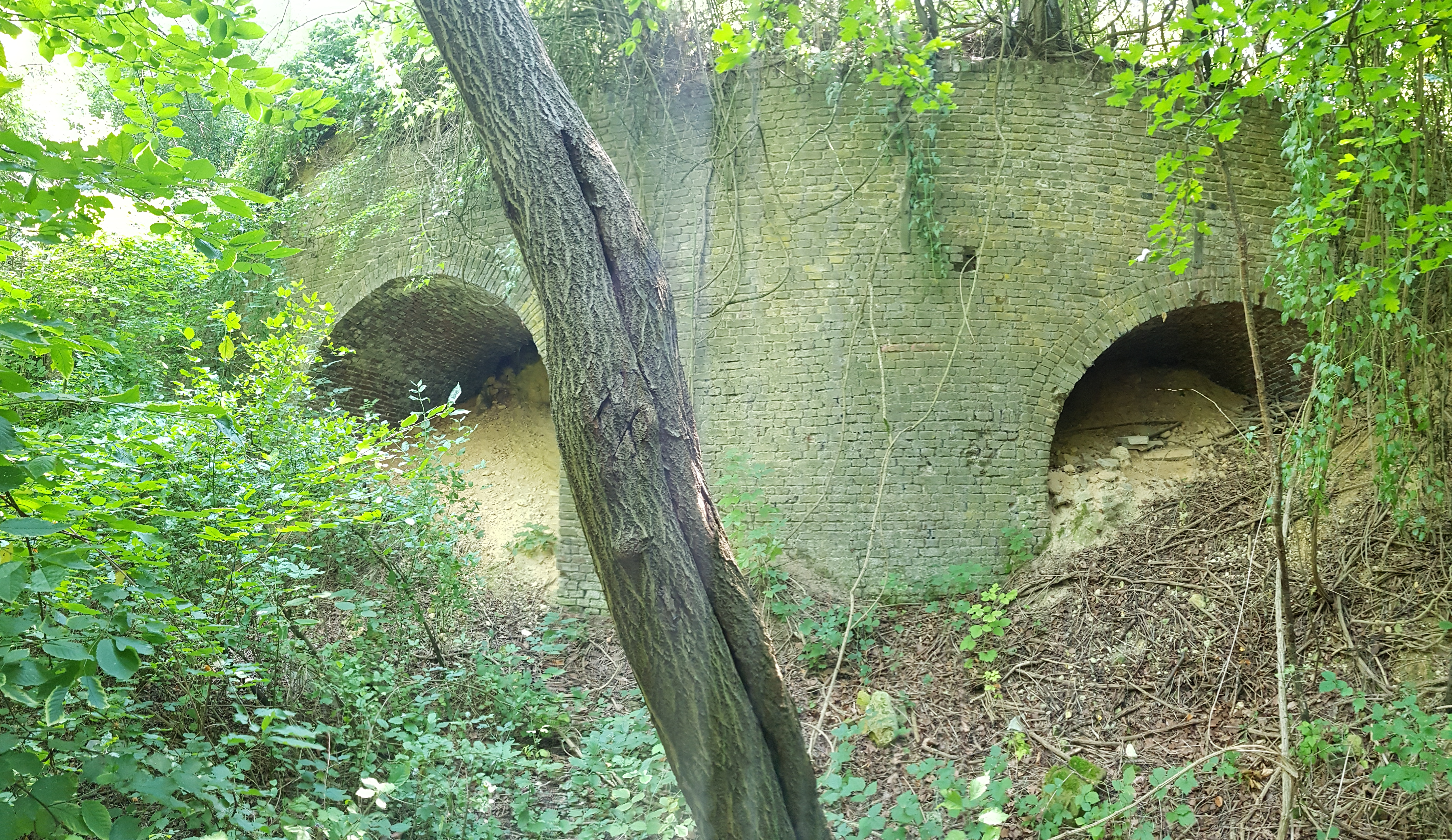
De kalkoven met drie ovenmonden in het groen

De Kalkoven Kasteel Haren is een kalkoven in Nederlands Zuid-Limburg in de gemeente Voerendaal. Het bouwwerk staat ten zuidwesten van Kunrade/Voerendaal ten zuiden van de Valkenburgerweg (Kunrade-Klimmen) en ten noordwesten van de Midweg (Kunrade-Ransdaal). De kalkoven ligt in een helling aan de noordwestelijke rand van het Plateau van Ubachsberg in de overgang naar het Ransdalerveld.
Op ongeveer 250 meter naar het oosten ligt de Kalkoven Amerikaanse Branderij en op ongeveer 375 meter naar het oosten de Kalkoven Midweg (met Groeve Midweg).
Achter de kalkoven ligt een kalksteengroeve Groeve Moonen.
Aan de overzijde van de snelweg A79 ligt Kasteel Haeren.

## Geschiedenis
In 1925 werden de kalkovens opgetrokken.
Op 27 maart 1997 werd de kalkoven opgenomen in het rijksmonumentenregister.

## Kalkoven
De kalkoven heeft drie ovenmonden en is opgetrokken in Kunradersteen en baksteen. Het front van het bouwwerk is opgetrokken in veldbrandsteen en Kunradersteen, en heeft geen steunberen. De ovenmonden zijn gedeeltelijk nog gevuld met kalk.